# Jan George Bertelman
Jan George Bertelman   (Amsterdam, 21 de gener de 1782 - Amsterdam, 25 de gener de 1854) va ser un compositor holandès i professor de música.

## Vida i treball
Bertelman va néixer a Amsterdam el 1782, fill de Henry Joost Bertelman i Johanna Shock. Quan Bertelman tenia nou anys, el seu pare va morir. Va estudiar amb Daniel Bracht Huyser (1769), un organista cec que treballava al "Nieuwe Kerk d'Amsterdam". A més dels seus estudis musicals, Bertelman es va ocupar de la seva mare i ell mateix treballant altres feines. A Amsterdam, Bertelman va ser compositor, organista i professor de música. Entre els seus alumnes hi havia Rijk Hol, Johannes Bernardus van Bree i Hermina Maria Dijk.
Bertelman era membre honorari de quatre organitzacions: la "Royal Academy of Arts", la "Society for Utilities General", la "Society for the Promotion of Musical Arts" i l'"Acadèmia de Santa Cecilia de Roma". El 1842 va ser nomenat cavaller de l'Ordre del Lleó holandès.
Bertelman es va casar amb Dorothea Christina Kathman a Amsterdam el 28 d'abril de 1820. Va morir el gener de 1854 a l'edat de 72 anys a Amsterdam. El seu fill, Johannes Jacobus Bertelman, va ser pintor i més tard es va convertir en el cofundador del Museu Gouda.
Bertelman va ser enterrat al Nieuwe Kerk d'Amsterdam. A Amsterdam, Bertelmanstraat (carrer Bertelman) i Bertelmanplein (plaça Bertelman) porten el seu nom.
Bertelman és considerat un teòric musical competent que va contribuir al desenvolupament de la teoria de l'harmonia per a instruments musicals i com un dels primers compositors holandesos que es va adonar de la importància de Bach. Com a compositor és considerat un bon artista conservador.

## Composicions seleccionades
- La batalla de Nieuwpoort ("La batalla de Nieuwpoort", una cantata)
- El cinquantè aniversari de la Societat Felix Meritis ("El cinquantenari de la Societat Felix Meritis")
- Diverses cançons del cançoner infantil Kinderliederen (1843) de J.P. Eije, inclòs El xai petit, estàs tan solitari bategant / Over the heî! Over de heî ("Xai, camines tan solitari per bategar / Per damunt del bruc!")
- Rèquiem per a cor i orquestra en tres parts (1808)
- Missa, una misa.
- Altres varietats de cantates, obertures, concerts, peces de saló per a piano (incloses les variacions de la cavatina Di tanti palpiti de Rossini), cançons i obres corals.